# Rufoclanis orientalis
Rufoclanis orientalis är en fjärilsart som beskrevs av Clark 1936. Rufoclanis orientalis ingår i släktet Rufoclanis och familjen svärmare. Inga underarter finns listade.